# Afroasiatismo
El afroasiatismo es un movimiento que promueve el crecimiento y ejecución de acciones solidarias entre países africanos y asiáticos. Se opone rotundamente a lo largo de las diferentes fases de la historia que lo conforman a cualquier tipo de dominación del imperialismo como los son el colonialismo, neocolonialismo, racismo o intervencionismo.  Al mismo tiempo, esta práctica busca configurar sus bases a lo largo del tiempo desde en neutralismo propuesto por el indio Jawaharlal Nehru. 
Actualmente, es considerado como "unanimidades de fachada" debido a que los acuerdos solidarios de los países representados en las diferentes conferencias que se han celebrado, dicen que es difícil mantener la solidaridad entre bloques, pues esta se ve alterada principalmente por dos factores fundamentales: el primero es la interpretación neta de las problemáticas como cuestiones únicas de los países africanos (excluyendo a los asiáticos) y en segundo lugar, la extensión que hacen estos acuerdos y modos de pensamiento a países iberoamericanos.

## Antecedentes

### Primera Guerra Mundialy período de Entreguerras
Con la participación colonial en esta guerra, este movimiento se verá fortalecido por la Revolución Rusa y por el surgimiento de grupos nacionalistas en los territorios africanos y asiáticos. Estos grupos, estaban configurados por tres corrientes diferentes de pensamiento donde se expresaba el punto nacionalista, el comunista y el tribal; de estos, entre los representantes más importantes se encuentran

### Segunda Guerra Mundial
Desde este momento histórico, se puede evidenciar el surgimiento de fuerzas de resistencia antifascista en África y en Asia. Al mismo tiempo, para en este entonces, Japón empieza a incentivar movimientos de independencia después de su derrota en los eventos ocurridos en el conflicto bélico y finalmente, se hace posible evidenciar la crítica al colonialismo de ciertos países europeos y sus deseos imperialistas de conquistar territorios más allá de sus fronteras. 

### Guerra Fría
Paralelo a este conflicto y al final del mismo, las colonias africanas y asiáticas bajo el poder de países europeos en su mayoría, van a ser liberados. Se considera que en este periodo aproximadamente dos tercios de la humanidad fue liberada.

### Ofensiva Imperialista en Asia
Sucesos ocurridos entre 1951 y 1954 que limita los avances a las diferentes independencias buscadas desde países asiáticos y otros africanos.

## Desarrollo
Con las recientes campañas imperialistas que se venían realizando en Asia, se ve la necesidad de conformar un grupo de países representados en un mismo espacio para abordar temas propicios a la solidaridad. es por esto que surge la Conferencia de Bandung en abril de 1955. La cual se vio fortalecida por las iniciativas y moderación de Nehru y del egipcio Nasser, quienes exponen el "Neutralismo" como una doctrina, un movimiento, una ideología de carácter afroasiática potencialmente expandida al resto del mundo con el fin último de presionar e influir sobre aquellos países (sobre todo las potencias mundiales) que estaban involucrados en el desarrollo de la Guerra Fría. 
En la Conferencia de Bandung, se tratan y concluyen diez principios fundamentales que buscan fortalecer los lazos de solidaridad entre los representados y al mismo tiempo mejorar las relaciones con el resto del mundo a través de la creación de comités de seguridad en los pueblos afroasiáticos. Debido a esto, se conforma en la Organización de las Naciones Unidas, para el año 1958, un grupo sólidamente consolidado que buscaba oponerse de manera activa -pero siguiendo los principios del neutralismo- a los procesos de colonización y la latente existencia de esta, al racismo y finalmente a tomar partido en los conflictos que surgían entre algunos del mundo Occidental, esto último, logra demostrar uno de los más grandes logros del Afroasiatismo; el "no-compromiso" o "la no-alineación."
Las principales temáticas que buscaba cubrir este conferencia era claramente los de obtener solidaridad en votos (sin litigios) entre los miembros al momento de discutir ideas que afectaran directamente a alguno de ellos, pero otra finalidad de estas conferencias y asambleas que se llevaron a cabo a lo largo de los primeros años de conformación del grupo (desde la de Bandung), buscaban también el apoyo de sus pares en el progreso y crecimiento social, considerando que estos, recién independizados era Estados en vía de desarrollo y necesitaban afirmar su independencia política conforme afirmaban y reivindicaban su igualdad. Esto pues, permitía que la decisión de no compromiso fortaleciera la mejora de los problemas internos de una nación, interviniendo de manera positiva en el neutralismo de los otros, los cuales estaban en disputa.
Si bien desde la Conferencia de Solidaridad, celebrada en El Cairo en 1957, el afroasiatismo se va llevando más a la resolución de conflictos de contextos africanos, y se abandonan algunos asiáticos a los que se debía prestar atención. Esto aumenta la percepción expresada por Alberto Carlos D'Alessandro al afirmar que "gran parte de Asia y África permanecen bajo el yugo colonial o aparentemente independientes pero sometidos a potencias extranacionales, tenemos aquí la plena seguridad de que sacudirán definitivamente sus cadenas".
Años más tarde, la idea de no compromiso y no alineación persiste. Se defiende de sobremanera que para fortificar la cohesión interior y silenciar las oposiciones al Gobierno, se debe aceptar la existencia de los dos puntos de vista que dos o más países occidentales estén discutiendo, esto, indicando como factor fundamental el naturalismo como guía y pilar base de los estados recién independientes. De esta manera, surge la 1961 la Conferencia de Belgrado, la cual integrando a países de África del Sur del Sahara y algunos de Latinoamérica para los aportes a la solidaridad - se incluye a Cuba y algunos observadores de ciertos partidos políticos de Brasil, Bolivia y Ecuador
En el intento por extender este movimiento a una escala mayor, se empiezan a tratar problemas ya no solo afroasiáticos, sino también de Iberoamérica en conferencias como la organizada en 1965 en Winneba, Ghana, que le abre paso a la Tricontinental de La Habana, Cuba al año siguiente y en donde nace la conocida Organización para la Solidaridad de Asia, África y América Latina. Esta cuestión no agradó mucho a ciertos países contemplados en la Conferencia de Belgrado, razón por la cual con el movimiento de Panafricanismo, surgido en el occidente del continente africano, se empiezan a constituir nuevas conferencias donde las necesidades africanas y asiáticas son respondidas con el fin último de afirmar desde sus contextos históricos sus independencias.

## Africanismo
Esta corriente o movimiento surge aproximadamente hacia 1970 donde algunos países no alineados empiezan a buscar y defender su punto de vista sobre los bloques occidentales. Aquí se logra evidenciar al Grupo de Casablanca el cual está conformado por Ghana, Guinea, Nahl; países que al manejar un extremo neutralismo lo convierten en una manera que representa su desconfianza a las políticas y modos de actuar de Occidente. Por otro lado, se encuentran los estados de la ex África francesa, los cuales si bien, son autónomos y arreglan los problemas africanos con y para los africanos, manejan un enfoque conocido como Diplomacia Concertada en el cual hay un poco más de flexibilidad y favorabilidad ante temas de Occidente, pero son hostiles al consumismo.